# Pirawa
Pirawa é uma cidade e um município no distrito de Jhalawar, no estado indiano de Rajasthan.

## Geografia
Pirawa está localizada a 24° 10′ N, 76° 02′ L. Tem uma altitude média de 370 metros (1213 pés).

## Demografia
Segundo o censo de 2001, Pirawa tinha uma população de 11,182 habitantes. Os indivíduos do sexo masculino constituem 51% da população e os do sexo feminino 49%. Pirawa tem uma taxa de literacia de 66%, superior à média nacional de 59.5%: a literacia no sexo masculino é de 74% e no sexo feminino é de 58%. Em Pirawa, 16% da população está abaixo dos 6 anos de idade.